# 林梧桐
林梧桐（りん ごとう、リム・ゴートン、ピンイン：Lín Wútóng、英：Lim Goh Tong、1918年2月28日 - 2007年10月23日）は、マレーシアの実業家で、観光から製造業にまで至る広範な分野の事業を展開するゲンティン・グループの所有者。マレーシア随一の富豪である。華人経済圏最高峰の富豪としてスタンレー・ホーなどと並び称され、フォーブスの発表による世界長者番付の2006年度版の結果においては、総合第92位に選ばれている。
1918年に中国の福建省安渓に生まれ、19歳のときにマレーシアに移住。建設関係の仕事や屑鉄の収集、行商などを行い、その後20年間のうちに、マレーシア全土にわたる大規模な建設事業などで富を蓄えていった。1969年にはマレーシア政府から唯一のカジノ営業許可を与えられ、以後東南アジアにおける先駆的な実業家となった。